# حسن شاهسون

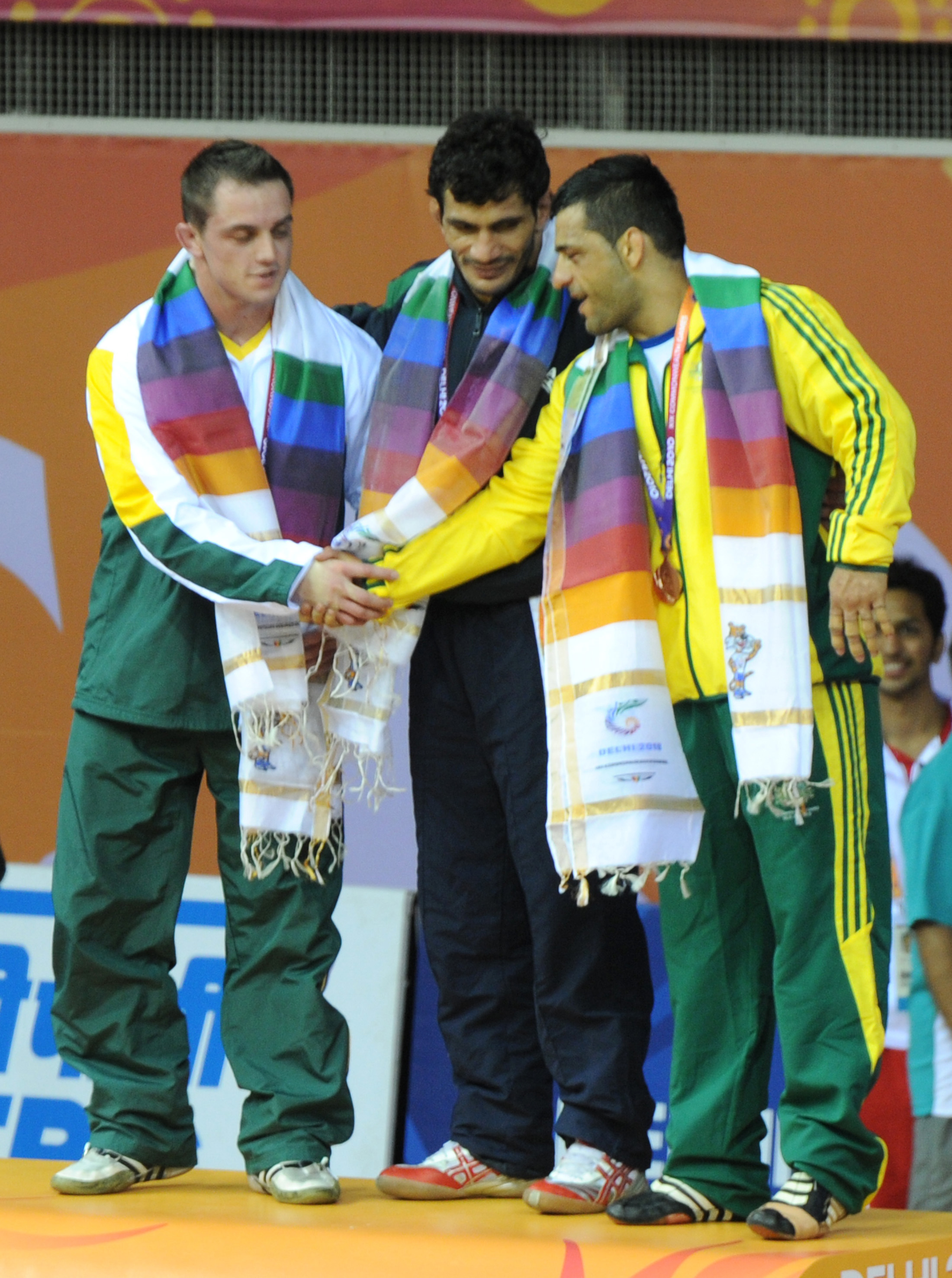
حسن شاهسون (اولین نفر سمت راست) - ۲۰۱۰

حسن شاهسون (زاده ۳۰ دسامبر ۱۹۷۵) کشتی‌گیر آماتور ایرانی الاصل استرالیایی است که برای رده میان وزن مردان بازی می‌کرد. او در بازی‌های مشترک المنافع ۲۰۱۰ در دهلی نو، هند، مدال برنز را برای بخش خود به دست آورد.
شاهسون ابتدا به عنوان یکی از اعضای تیم کشتی ایران برای بازی‌های المپیک تابستانی ۲۰۰۰ سیدنی انتخاب شد اما در مسابقات شرکت نکرد. او یک سال بعد به استرالیا نقل مکان کرد و در نهایت با یک هفته تأخیر برای شرکت در تیم استرالیا در بازی‌های المپیک تابستانی ۲۰۰۴ در آتن انتخاب شد.
شاهسون نماینده استرالیا در بازی‌های المپیک تابستانی ۲۰۰۸ در پکن بود، جایی که او برای وزن ۷۴ کیلوگرم مردان مسابقه داد. او در برابر رومن ملیوشین از قزاقستان با امتیاز فنی سه ست (۰–۳، ۲–۱، ۰–۵) و امتیاز رده‌بندی ۱–۳، باخت.